# Fernando Maletti
Fernando Carlos Maletti (ur. 17 marca 1949 w Buenos Aires, zm. 8 marca 2022 tamże) – argentyński duchowny katolicki, biskup Merlo-Moreno w latach 2013–2022.

## Życiorys
Święcenia kapłańskie otrzymał 24 listopada 1973 z rąk Juana Carlosa Aramburu i został inkardynowany do archidiecezji Buenos Aires. Był m.in. formatorem w seminarium duchownym (1977-1983), archidiecezjalnym asystentem Młodzieżowej Akcji Katolickiej (1981-1983), dyrektorem diecezjalnego instytutu powołaniowego (1983-1988), a także wicedyrektorem diecezjalnej Caritas (1993-2001) i proboszczem parafii sanktuaryjnej św. Kajetana (1992-2001). W 1992 otrzymał tytuł prałata honorowego Jego Świątobliwości.

### Episkopat
20 lipca 2001 papież Jan Paweł II mianował go biskupem diecezji San Carlos de Bariloche. Sakry biskupiej udzielił mu 18 września 2001 ówczesny arcybiskup Buenos Aires - Jorge Bergoglio. Kanoniczne objęcie diecezji nastąpiło 22 września 2001.
6 maja 2013 został przeniesiony na urząd ordynariusza diecezji Merlo-Moreno. Ingres odbył się 9 czerwca 2013.